# Алахис
Алахис или Алагис је био аријански војвода Трента и Бреше пре него што је постао краљ Ломбарда после успешне побуне 688. године.